# Gaeltacht

Mapa de las zonas Gaeltacht

Gaeltacht (pronunciado [ˈɡeːl̪t̪əxt̪], /guéltajt/; plural Gaeltachtaí pronunciado [ˈɡeːl̪t̪əxt̪i:], /guéltajti/) es una palabra irlandesa que identifica una región de habla mayoritariamente gaélica. En Irlanda, the Gaeltacht, o an Ghaeltacht se refiere a ciertas zonas de la república que cuentan con un particular régimen jurídico en materia de política lingüística por ser las únicas áreas del país donde el gaélico irlandés, en la práctica, es la lengua de uso mayoritario entre la población, frente al inglés (la otra lengua oficial del estado). Estas regiones fueron reconocidas durante los primeros años del Estado Libre Irlandés, después del Renacimiento gaélico, como parte de la política del gobierno de restaurar la lengua irlandesa.
Las regiones, muy pequeñas comparadas con la superficie total de la isla, fueron delimitadas oficialmente en los años 1950 no habiendo sufrido variaciones desde entonces, aunque sí se haya venido constatando un significativo descenso del número de personas que utilizan en mayor medida el gaélico, de modo que resulta cuanto menos dudoso que, actualmente, los hablantes de gaélico sean mayoría en muchas áreas oficialmente Gaeltacht.

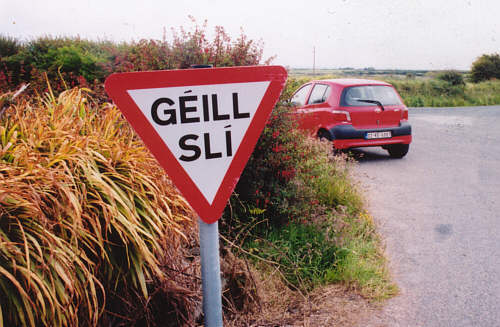
Señal de tráfico de “ceda el paso” en gaélico, en el condado de Waterford

La población actual de las áreas Gaeltacht es de aproximadamente 85.000 personas, con mayores concentraciones de hablantes en los condados occidentales de Donegal, Mayo, Galway, Kerry y Cork. Hay también dos pequeñas concentraciones en los condados de Meath, al este, y Waterford, al sur. La peculiar situación del Gaeltacht de Meath se debe a que el gobierno proporcionó una casa y 22 acres para cada una de 41 familias de Connemara y Mayo en los años 1930, a cambio de sus tierras originales. No fue reconocida oficialmente como área Gaeltacht hasta 1967.
El Department of Community, Rural & Gaeltacht Affairs, bajo el mandato del Minister for Community, Rural & Gaeltacht Affairs se encarga de la política irlandesa en todo lo que concierne al Gaeltacht y supervisa el trabajo del Údarás na Gaeltachta (la institución que regula la lengua gaélica) y otras instituciones.
Raidió na Gaeltachta es la emisora de radio de la RTÉ para la Gaeltacht y los hablantes de irlandés en general. TG4 es la cadena de televisión irlandesa centrada en la promoción del gaélico, que tiene su sede en la Gaeltacht del Condado de Galway.
En marzo de 2005, el ministro de Asuntos de la Gaeltacht Éamon Ó Cuív anunció que las señales de tráfico de las zonas Gaeltacht estarían exclusivamente en gaélico.
Irlanda ha negociado con otros Estados miembros de la Unión Europea y ha conseguido que el irlandés sea una lengua oficial de la Unión. Esta oficialidad entró en vigor el 1 de enero de 2007, pero con una derogación.

## Los medios
Existen los siguientes medios de comunicación que emiten las 24 horas en gaélico irlandés. Su ámbito es el de la República de Irlanda y el de Irlanda del Norte.
En televisión
- TG4 (anteriormente llamada Teilifís na Gaeilge)

En radio
- Raidió na Gaeltachta
- Raidió Failte

En prensa
- Lá Nua (diario generalista publicado en toda la isla escrito íntegramente en irlandés, estuvo durante 25 años en producción hasta que se clausuró el 19 de diciembre de 2008)[2]

## Nota
1. ↑  En Irlanda, las señales de tráfico relativas a localidades (de dirección, de bienvenida…) de las zonas que no pertenecen a la Gaeltacht son bilingües, con el nombre en inglés en letras mayúsculas, y encima del mismo, el nombre en gaélico escrito con letras minúsculas y cursivas. En la Gaeltacht, las señales se escriben en irlandés solamente.